# Мустафин, Алексей Рафаилович
 Мустафин Алексей Рафаилович  (укр. Олексій Рафаїлович Мустафін; род. 23 мая 1971, Киев) — украинский историк, журналист, телевизионный менеджер. Правнук революционера Александра Белоносова.

## Биография
Родился в Киеве. Женат, воспитывает сына и дочь.

## Образование
- 1988—1993 — Киевский педагогический институт, исторический факультет

## Исторические публикации
Автор научно-популярных статей на историческую тематику и книг
- «Справжня історія стародавнього світу» («Настоящая история древнего мира», 2013),
- «Справжня історія середніх віків» («Настоящая история средних веков», 2014),
- «Справжня історія раннього нового часу» («Настоящая история раннего нового времени», 2014),
- «Влада майдану. Хто і навіщо винайшов демократію» («Власть площади. Кто и зачем изобрел демократию», 2016),
- «Справжня історія пізнього нового часу» («Настоящая история позднего нового времени», 2017),
- «Справжня історія стародавнього часу» («Настоящая история древнего времени», 2018),
- «Hot Story. Неймовірні пригоди прянощів у світі людей» («Hot Story. Невероятные приключения пряностей в мире людей», 2018),
- «Напій змін. Як кава створила сучасний світ» («Напиток перемен. Как кофе создал современный мир», 2018),
- «Золоте руно. Історія, заплутана в міфах» («Золотое руно. История, запутанная в мифах», 2019),
- «Цікаві факти з історії давніх часів» («Интересные факты из истории древних времен», 2019),
- «Смачні пригоди. Екскурсії власною кухнею» («Вкусные приключения. Экскурсии собственной кухней», 2020),
- «Смачні мандри. Нові екскурсії кухнею» («Вкусные путешествия. Новые экскурсии кухней», 2020),
- «Халепи, що визначили долю народів» («Неудачи, определившие судьбу народов», 2021),
- «Злам: кризи політичних режимів» («Слом: кризисы политических режимов», 2021),
- «Чорногорія. Подорож історією» («Черногорія. Путешествие историей», 2022),
- «Перлини в степу. Розмови про минуле українського Півдня» («Жемчужины в степи. Беседы о прошлом украинского Юга», 2023).

## Журналистская деятельность
С ноября 1993 года — работал журналистом в издании «УНІАН-тижневик», газетах «Пост-Поступ», «День».
С ноября 1994 года — в команде, создававшей телевизионный информационно-аналитический еженедельник «Післямова» под руководством журналиста Александра Ткаченко.
1997— работал журналистом, заведующим отдела международной информации на телеканале 1+1.
С января 1998 года — заместитель шеф-редактора, в 2001—2005 — шеф-редактор службы новостей телеканала «Интер».
Автор телепрограммы «Післязавтра» (2003—2005)
В 2006—2011 — заместитель председателя правления по информационному вещанию телеканала СТБ, главный редактор информационной программы «Вікна».
С 2011 — руководитель департамента документальных и публицистических программ СТБ. Покинул СТБ в феврале 2013 года.
В 2013—2016 — генеральный директор телеканала «Мега».
В 2016 году стал генеральным директором «Медиа Группа Украина», где проработал до декабря 2017 года.
У 2020—2021 годах — генеральный продюсер телеканала «Еспресо».
У 2021 году вернулся в «Медиа Группа Украина», сначала руководил проектом «Украина, которую строим мы», посвященному 30-летию независимости Украины, а с началом масштабного российского вторжения и до июля 2022 года — ютуб-проектом «Военный дневник».
Как политический обозреватель сотрудничал с газетами «Зеркало недели», «Левый берег», журналом «Профіль».
Академик Украинской телевизионной академии. Член наблюдательного совета журналистской премии «Честь профессии».

## Политическая деятельность и политическое консультирование
С 1990 года — в СДПУ(О).
В мае 1990 избран в состав Совета (позже — Центрального Совета, Политсовета) СДПУ(О), в октябре 1991 года — Правления (Политбюро).
В 1992—1994 был «политическим редактором» партии.
В апреле 2005 года избран заместителем председателя СДПУ(О).
С октября 1991 года был заместителем председателя организации «Українська соціал-демократична молодь», в 1992—1998 возглавлял УСДМ.
В мае 2012 года стал консультантом Партии регионов по вопросам работы со СМИ. По собственным словам работал с Партией регионов до начала Евромайдана.
В 2018—2020 годах — медиа-консультант партии «Батькивщина».